# De flitiga bävrarna
De flitiga bävrarna (engelska: The Busy Beavers) är en amerikansk animerad kortfilm från 1931. Filmen ingår i Silly Symphonies-serien.

## Handling
När ett gäng bävrar är i full gång med att bygga en bäverdamm, bryter en storm ut som skapar svårigheter för bävrarna. Men en ensam bäver lyckas rädda dammen från att bli totalförstörd av översvämning genom att fälla ner ett stort träd över floden som stoppar vattnet.

## Om filmen
För filmens animationer svarade totalt 16 animatörer, bland annat Dick Lundy och Ben Sharpsteen, varav den sistnämnde var en av sex animatörer som animerade huvudpersonen i filmen.
I filmen spelas flera klassiska stycken, bland annat La Petite Tonkinoise från 1906 av Henri Christiné och Vincent Scotto.